# 우한 톈허 국제공항
우한 톈허 국제공항(중국어: 武汉天河国际机场, IATA: WUH, ICAO: ZHHH)는 중화인민공화국 후베이성 우한시에 있는 국제공항으로 1995년 4월 15일에 개항했다. 우한 시내로부터 약 35km 정도 떨어져 있다.

## 구성

### 터미널 1(없어짐)
제1터미널은 1995년 난후공항에서 톈허 국제공항으로 모든 항공편이 갈아타면서 개통되었다. 그것은 요즘 3번 터미널의 서쪽 중앙홀이 서 있는 곳에 있다. 2008년 터미널 2가 완공될 때까지 공항의 유일한 터미널이었다.
2008년부터는 T2에서 모든 국내선이 운항되고 국제선은 T1에서 계속 운항되었다. T1은 2년간 국제선을 운항하다 2010년 문을 닫았다. 2010년에 새로운 국제 터미널이 세워졌고, 국제 여행객이 크게 증가한 후에 후속 확장을 겪었다. 그리고 제3터미널 건설 중에 철거되었다.

### 터미널 2(폐쇄)
제2터미널은 2008년~2017년 톈허공항의 주요 터미널로 국내 항공사만 취급했다. 연면적 12만1200m2에 연간 1300만 명의 승객과 32만 톤의 화물을 처리할 수 있는 설계 용량이다. 2008년 4월 15일 총 33억7000만 위안(약 4000억2150만 달러)의 비용으로 완공됐다. 우한은 2010년까지 최소 5개의 국제선과 100개의 국내 노선을 운행했다. 공항의 화물 처리 능력은 14만 4천 톤에 이른다.
제2터미널은 2017년 중반 업그레이드 공사를 위해 제3터미널이 정식 개통되면서 폐쇄됐다.

### 국제 터미널(폐쇄)
국제선 터미널은 2010년 12월 개통되었으며, 2010년부터 2017년까지 홍콩, 마카오, 타이완으로 가는 모든 국제선과 항공편이 국제선 터미널에서 운영되었다. 2010년 옛 터미널 1이 폐쇄된 후, 국제선 터미널은 때때로 승객들에 의해 "T1"이라고 잘못 불렸다.
1층 터미널은 제2터미널 남서쪽에 있다. 연면적 5310m2로 출발시설과 도착시설 모두 공유한다. 제한된 램프 안에서 넓은 차체의 제트기를 다루기 위해, 이 터미널에는 에어 브리지가 없다.
규모가 작고 국제선 운항 횟수가 증가함에 따라 제1터미널이 "너무 붐빈다"는 불만이 제기되었다. 2013년에는 평균 출발 트래픽이 피크 시즌 동안 시간당 880으로 설계한 최대 수용용량 550보다 훨씬 많았다.
국제선 터미널은 2017년 중반에 폐쇄되었으며, 향후 전세선과 VIP 터미널로 전환될 예정이다.

### 터미널 3
2017년 8월 31일부터는 원래 국제선 터미널(국제, 홍콩, 마카오, 대만)과 T2(국내)에서 출발하는 모든 항공편이 3,500만 명의 승객 수용 능력을 가진 터미널 3으로 이동되었다. 새 터미널 3이 개통된 후 T1과 T2는 개조를 위해 일시적으로 폐쇄되었다. T1은 VIP 터미널로 운영될 예정이다. T2는 T3 승객이 설계한도를 초과하면 개조를 거쳐 재개장한다.
T3에는 새로운 출발 라운지와 식당, 면세점이 있다.
제3터미널은 2013년 6월 착공해 2017년 8월 31일 개통했다. 새로운 터미널과 함께 공항과 도시를 연결하는 새로운 활주로, 새로운 관제탑, 그리고 새로운 터미널과 함께 공항과 도시를 연결하는 교통 허브가 건설되었다.

## 운항 노선

### 국제선
| 항공사               | 목적지 |
| -------------------- | --- |
| 중국남방항공         | 가오슝, 나고야(주부), 뉴욕(케네디), 도쿄(나리타), 두바이, 런던(히스로), 로마(피우미치노), 마카오, 모스크바(셰례메티예보), 방콕(수완나품), 샌프란시스코, 서울(인천), 오사카(간사이), 이스탄불(아르나부코이), 타이페이(도원), 푸껫, 호치민, 홍콩 |
| 중국동방항공         | 가오슝, 도쿄(나리타), 시드니, 타이페이(도원), 후쿠오카 |
| 캐세이 드래곤 항공   | 홍콩 |
| 중화항공             | 타이페이(도원) |
| 만다린 항공          | 타이페이(쑹산) |
| 대한항공             | 서울(인천) |
| 티웨이항공           | 서울(인천) |
| 전일본공수           | 도쿄(나리타) |
| 일본춘추항공         | 도쿄(나리타) |
| JC 국제항공          | 시아누크빌 |
| 캄보디아 앙코르 항공 | 프놈펜 |
| 란메이 항공          | 시아누크빌, 시엠레아프 |
| 타이 에어아시아      | 방콕(돈므앙), 푸껫 |
| 타이 라이온 에어     | 방콕(돈므앙) |
| 싱가포르 항공        | 싱가포르 |
| 말린도 항공          | 쿠알라룸푸르, 페낭 |
| 에어아시아           | 코타키나발루 |
| 에어아시아 X         | 쿠알라룸푸르 |
| 에어 프랑스          | 파리(샤를 드 골) |
| 몰디비안 항공        | 말레 |

### 국내선
| 항공사               | 목적지                                                                                             |
| -------------------- | -------------------------------------------------------------------------------------------------- |
| 중국국제항공         | 선전, 샤먼, 베이징, 광저우, 항저우                                                                 |
| 중국동방항공         | 청두, 시안, 선전, 충칭, 샤먼, 선양, 난징, 칭다오, 베이징, 광저우, 상하이(훙차오), 하이커우         |
| 중국남방항공         | 청두, 샤먼, 선양, 난징, 칭다오, 베이징, 광저우, 상하이(훙차오), 항저우, 다롄                       |
| 하이난 항공          | 싼야, 시안, 선전, 선양, 광저우, 다롄, 하이커우                                                     |
| 상하이 항공          | 상하이(훙차오)                                                                                     |
| 군요 항공            | 상하이(훙차오)                                                                                     |
| 유나이티드 이글 항공 | 난징                                                                                               |
| 선전 항공            | 창춘, 광저우, 후허하오터, 선전, 쿤밍, 시안, 우시, 시닝                                             |
| 쿤팡 항공            | 시안                                                                                               |
| 샤먼 항공            | 청두, 충칭, 푸저우, 항저우, 지난, 쿤밍, 란저우, 몐양, 첸조우, 타이위안, 톈진, 우루무치, 샤먼, 인촨 |
| 쓰촨 항공            | 충칭, 청두, 하얼빈, 난닝, 첸조우, 선눙자                                                           |
| 스프링 항공          | 상하이(푸둥)                                                                                       |
| 럭키에어             | 쿤밍                                                                                               |

### 화물 노선
| 항공사      | 목적지       |
| ----------- | ------------ |
| 유니탑 에어 | 첸나이, 델리 |

## 연결 교통

### 지하철
우한 지하철 2호선 연장선이 개통되어 공항 인근에 天河机场역이 있다.
한커우 장한루(江漢路)역까지 약 50분 소요, 6위안, 우창 지에다오커우(街道口)역까지 약 1시간 9분 소요, 7위안

### 공항버스
공항에서 우한시내로 가는 방면
- 공항버스1호선

민항신촌 경유, 우창 푸쟈포시외버스터미널 행 (우한지하철 2, 4호선 중난루 역과 인접), 첫차 오전 8시 30분, 막차 마지막 비행기 도착시까지. 요금 32위안
- 공항버스2호선

민항신촌 경유, 우창 홍치시외버스터미널 행 (우한지하철 4호선 우창 역과 인접), 첫차 오전 8시 30분, 막차 마지막 비행기 도착시까지. 요금 32위안
- 공항버스3호선

민항신촌 경유, 한커우 신화루메이리엔호텔 행 (한커우 진자둔시외버스터미널 경유), 첫차 오전 8시 30분, 막차 마지막 비행기 도착시까지. 요금 17위안
- 공항버스4호선

민항신촌 경유, 한커우 진자둔시외버스터미널 행 (우한지하철 2호선 한커우역과 인접), 첫차 오전 8시 30분, 막차 마지막 비행기 도착시까지. 요금 17위안
- 공항버스5호선

우한역 행(우한지하철 4호선 우한 역과 인접) 첫차 오전 9시 20분, 막차 오후 9시. 요금 37위안
- 공항버스6호선

한양시외버스터미널 행, 첫차 오전 8시 50분, 막차 오후 7시 40분. 요금 22위안
- 공항버스7호선

민항신촌 경유, 신영시외버스터미널 행, 첫차 오전 10시 30분, 막차 오후 7시. 요금 35위안
우한시내에서 공항으로 가는 방면
- 공항버스1호선

우창 푸쟈포시외버스터미널 출발 -> 우창 홍치시외버스터미널 -> 민항신촌 -> 공항. 첫차 오전 6시, 막차 오후 8시. 요금 32위안, 소요시간 90분. 매 30분간격
- 공항버스2호선

황학루 출발 -> 민항신촌 -> 공항. 첫차 오전 8시 45분, 막차 오후 5시 45분, 요금 32위안, 소요시간 60분. 매 1시간 간격
- 공항버스3호선

한커우 신화루메이리엔호텔 출발 -> 민항신촌 -> 공항. 첫차 오전 6시 20분, 막차 오후 8시 20분, 요금 17위안, 소요시간 60분. 매 30분 간격
- 공항버스4호선

한커우 진자둔시외버스터미널 출발 -> 민항신촌 -> 공항. 첫차 오전 6시 5분, 막차 오후 8시 40분, 요금 17위안, 소요시간 40분, 매 30분 간격
- 공항버스4호선

민항신촌 -> 공항. 첫차 오전 5시 50분, 막차 오후 10시, 요금 17위안, 소요시간 25분, 매 20분 간격
- 공항버스5호선

우한역 출발 -> 공항. 첫차 오전 9시, 막차 오후 7시 30분, 요금 37위안, 소요시간 70분, 매 20분 간격
- 공항버스6호선

한양시외버스터미널출발 -> 공항. 첫차 오전 7시 30분, 막차 오후 6시. 소요시간 60분, 매 90분 간격
- 공항버스7호선

신영시외버스터미널출발 -> 공항. 첫차 오전 9시, 막차 오후 5시 30분, 소요시간 30분, 매 30분 간격
민항신촌 정류장은 우한지하철 2호선 창강루(长港路, 장항로)역과 가까운편이다.(약 500미터 거리)

### 택시
우한공항에서 우한시내까지 120~150위안, 약 1시간 소요.